# Ricoh
Ricoh Company, Ltd. (jap. 株式会社リコー Kabushiki-gaisha Rikō) – firma założona w Tokio, w Japonii w 1936 roku. Jest obecnie korporacją o zasięgu ogólnoświatowym, obejmującą 317 firm i oddziałów, a także 26 zakładów produkcyjnych. Należy do dziesięciu największych na świecie firm informatycznych.

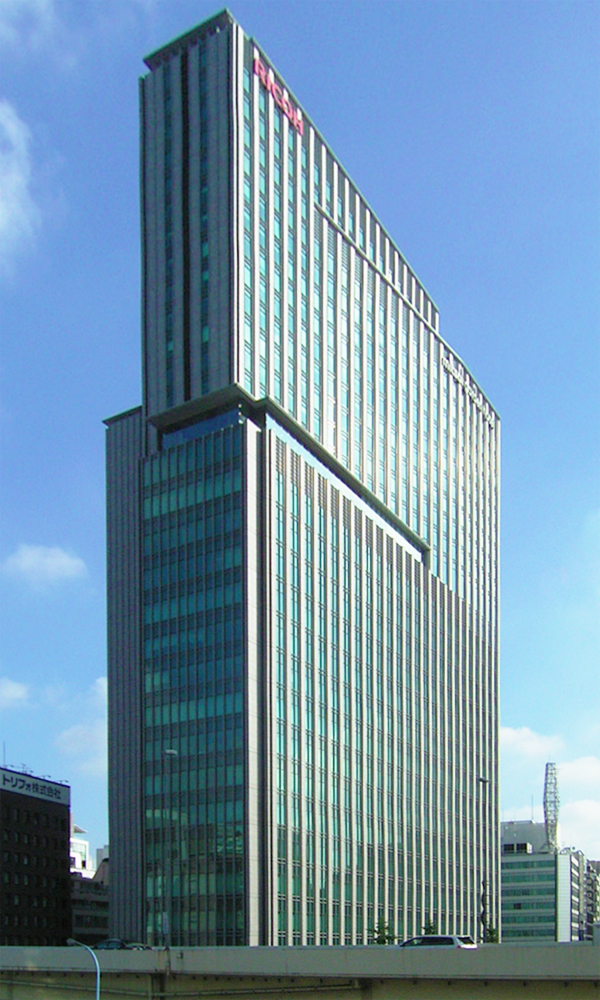
Siedziba kompanii RICOH w Tokio

Ricoh jest największym producentem cyfrowych, wielofunkcyjnych urządzeń biurowych. Gama produktów obejmuje m.in.: czarno-białe i kolorowe drukarki laserowe, faksy, powielacze cyfrowe, aparaty fotograficzne oraz oprogramowanie. Jej działalność jest kontrolowana przez centrale regionalne, w tym Ricoh Europe PLC zlokalizowaną w Wielkiej Brytanii oraz Holandii i obsługującą oddziały oraz dystrybutorów w kilkudziesięciu krajach Europy, Bliskiego Wschodu oraz Afryki.

## RICOH Europe
Obecnie Ricoh Europe działa na terenie kilkudziesięciu krajów i posiada dwie centrale: w Londynie, w Wielkiej Brytanii oraz w Amstelveen, w Holandii. Punkty sprzedaży, produkcji i wsparcia obejmują Zielone Centra Europejskie (Wielka Brytania, Holandia, Niemcy) i dodatkowe cztery Peryferyjne Centra Części Zamiennych (Wielka Brytania, Francja, Hiszpania, Włochy).
Ricoh Europe już dziesiąty rok z rzędu zajmuje pierwszą pozycję na rynku kopiarek formatu A3 w Europie Zachodniej i dziewiąte miejsce na liście 2008 Fortune Global 500, wśród firm dostarczających komputery i sprzęt biurowy.

## RICOH Polska
Polski oddział Ricoh powstał w kwietniu 1996 r., zastępując działającego dystrybutora. Główna siedziba firmy znajduje się w Warszawie, a cztery oddziały w Gdańsku, Katowicach, Szczecinie i Wrocławiu. Istnieje także sieć autoryzowanych partnerów handlowych.
Ricoh Polska to firma doradczo-wdrożeniowa. Dysponując doświadczeniem w prowadzeniu doradztwa dla obszaru dokumentowego, firma Ricoh Polska proponuje kompleksowe rozwiązanie dokumentowe, obejmujące swoim zasięgiem pełny cykl życia dokumentu, zarówno dla formy papierowej jak i elektronicznej.

## Historia Grupy RICOH

### 1936 – 1945: Początki
Firma Ricoh Company, Ltd. została utworzona w 1936 r. jako Riken Kankoshi Co., Ltd. w celu produkowania i sprzedaży pozytywowego papieru diazo.

### 1946 – 1958: Rozwój po drugiej wojnie światowej
Ricoh wdraża technologię masowej produkcji aparatów fotograficznych oraz wprowadza na rynek model RICOHFLEX III.  Wykorzystując swoje technologie w zakresie optyki oraz papieru diazo, wprowadza swoją pierwszą kopiarkę.

### 1959 – 1971: Nowe technologie i rozwój na rynkach zagranicznych
W tym okresie Ricoh wprowadza wiele nowych produktów opartych na innowacyjnych technologiach, rozpoczyna poszukiwania w zakresie technologii cyfrowych oraz wchodzi na rynki zagraniczne.

### 1972 – 1979: Narodziny automatyki biurowej
Kontynuując rozwój technologii cyfrowych, Ricoh wprowadza pierwszy na świecie faks biurowy oraz rozpoczyna prace nad kopiarkami cyfrowymi.

### 1980 – 1989: Ekspansja automatyki biurowej
Ricoh rozpoczyna przechodzenie od kopiarek analogowych do cyfrowych, ogłaszając w ten sposób narodziny usieciowionego biura.

### 1990 – 1999: Podjęcie wyzwania w zakresie ochrony środowiska
Ricoh jako uznany, wiodący dostawca cyfrowego sprzętu biurowego kieruje swoją uwagę na zmniejszenie wpływu swoich produktów i usług na środowisko.

### 2000 – obecnie: Magistrala dokumentów
Dysponując rozległą globalną siecią produkcji i sprzedaży, Ricoh wprowadza koncepcję magistrali dokumentów, zgodną z zasadami otwartej architektury oraz łatwości użytkowania typowej dla urządzeń domowych.

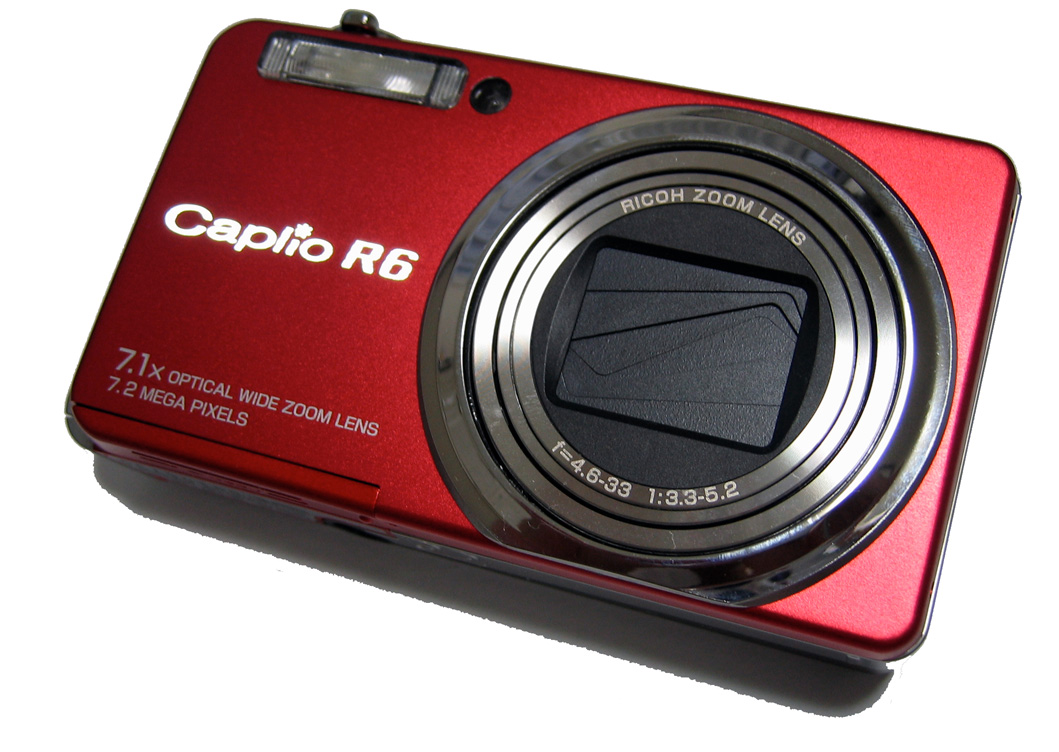
Caplio R6
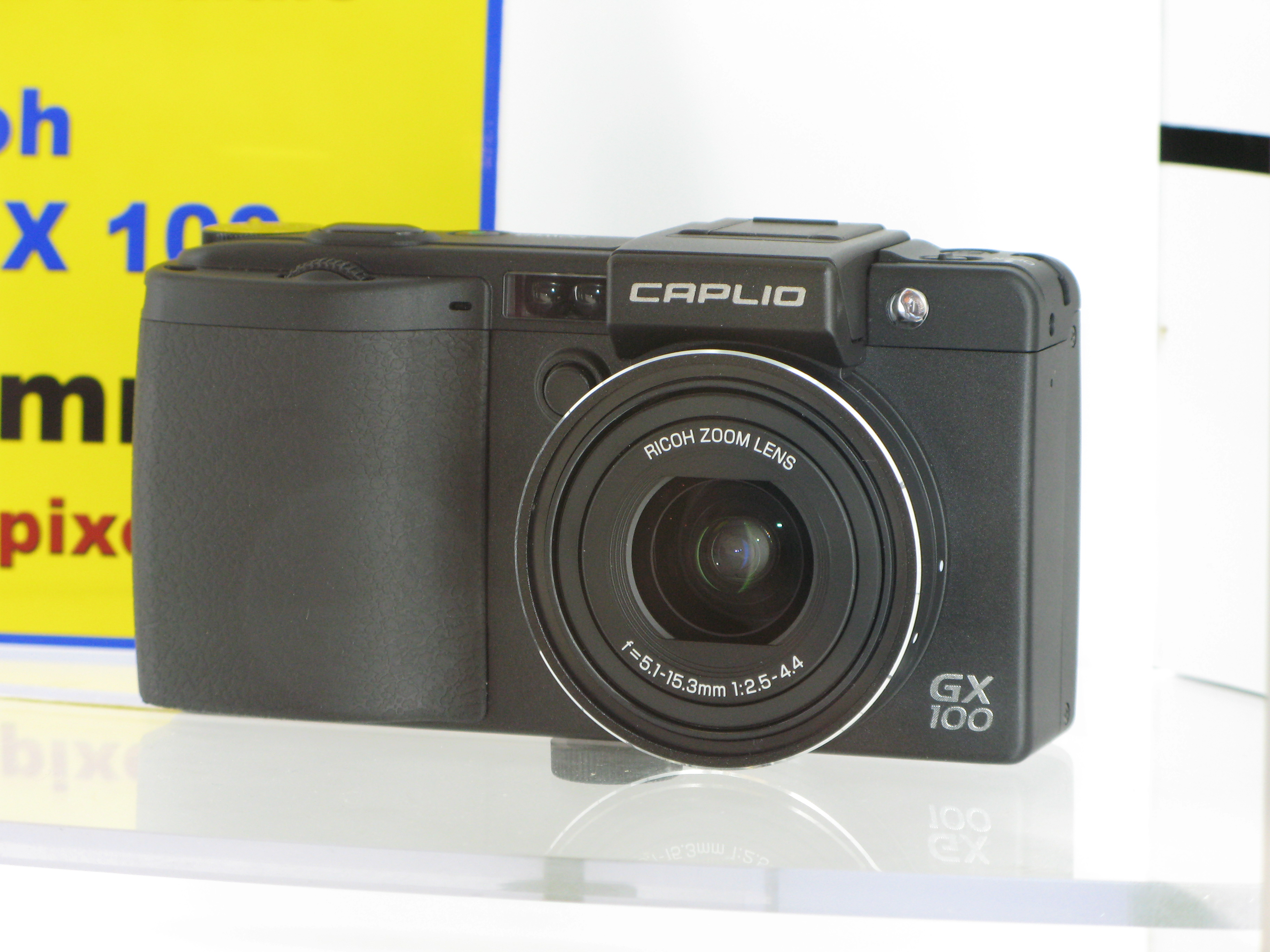
Caplio GX100
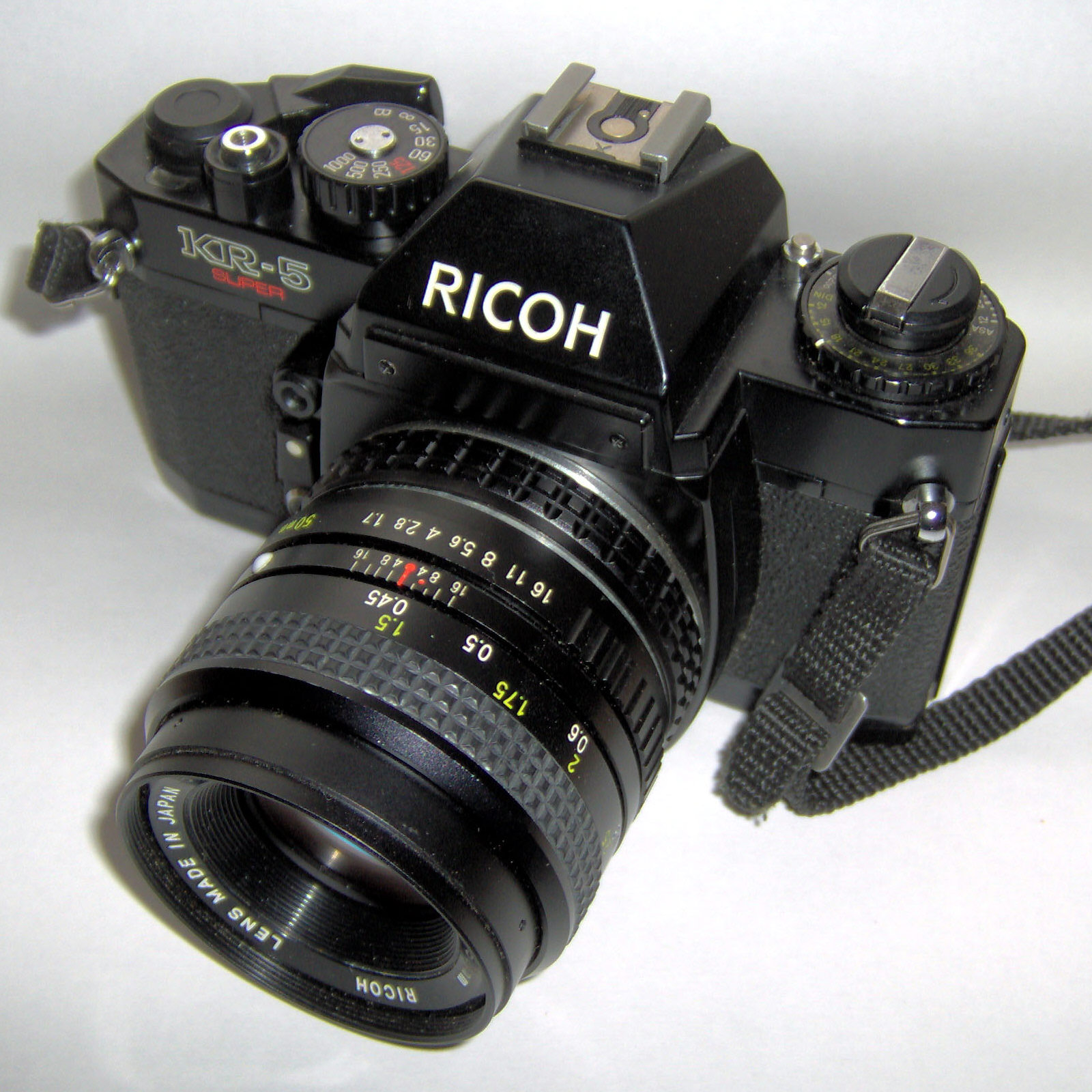
Ricoh KR5 Super 2
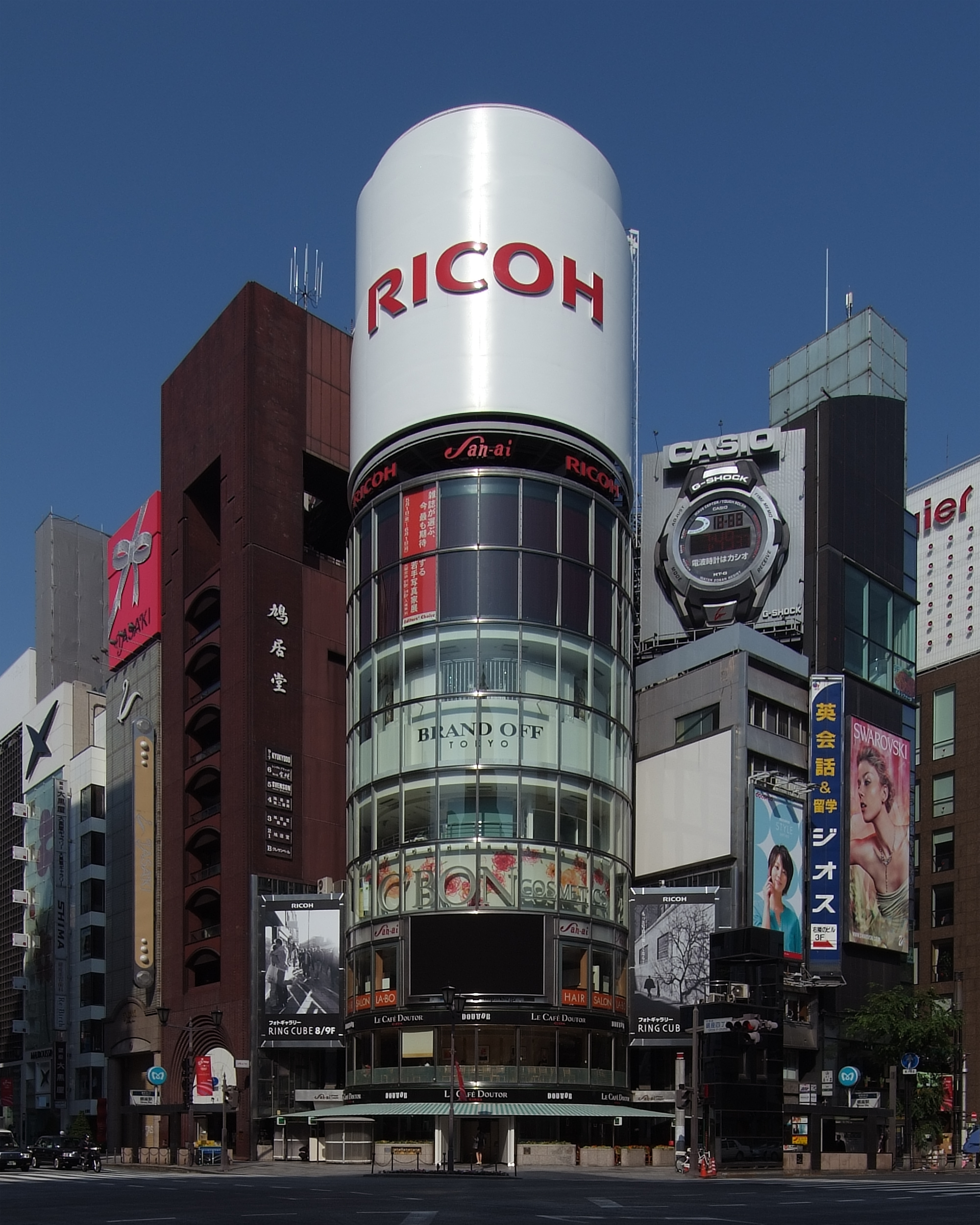
San-ai Dream Center w Ginzy w Tokio